# تومه (مياغي)
تومه (باليابانية: 登米市 تومه-شي) هي مدينة في محافظة مياغي، اليابان.  تأسست المدينة في 1 نوفمبر، 2005 نتيجة دمج ثمان بلدات سابقة.
في 11 مارس 2011 تعرضت المدينة إلى ضرر بالغ جراء الزلزال بشدة 8.9 درجات وموجات التسونامي التي تبعت ذلك.